# Prosopothrips cognatus
Prosopothrips cognatus är en insektsart som beskrevs av Ian A. Hood 1914. Prosopothrips cognatus ingår i släktet Prosopothrips och familjen smaltripsar. Inga underarter finns listade i Catalogue of Life.